# Rákoš (Košice)
|  | No s'ha de confondre amb Rákoš (Banská Bystrica). |

Rákoš és un poble i municipi d'Eslovàquia. Es troba a la regió de Košice, a l'est del país.

## Història
La primera referència escrita de la vila data del 1387.

## Demografia
| Godina             | 1994 | 2004    | 2014   | 2024   |
| ------------------ | ---- | ------- | ------ | ------ |
| Nombre de persones | 305  | 349     | 343    | 375    |
| Diferència         |      | +14,42% | −1,71% | +9,32% |

| Godina             | 2023 | 2024   |
| ------------------ | ---- | ------ |
| Nombre de persones | 363  | 375    |
| Diferència         |      | +3,30% |